# Lycosa nilotica
Lycosa nilotica är en spindelart som beskrevs av Jean Victor Audouin 1826. Lycosa nilotica ingår i släktet Lycosa och familjen vargspindlar.
Artens utbredningsområde är Egypten. Inga underarter finns listade i Catalogue of Life.